# Abingdon-on-Thames
Pour les articles homonymes, voir Abingdon.
Abingdon-on-Thames est une ville de l'Oxfordshire située un peu au sud d'Oxford, sur la Tamise. Elle a rejoint ce comté en 1974 : elle faisait auparavant partie du Berkshire, dont elle était jusque 1867 le chef-lieu. Elle s'est développée autour d'une abbaye fondée au VIIe siècle. Ce fut longtemps une ville importante, mais elle fut un peu marginalisée au XIXe siècle notamment au profit de Reading mieux desservie par le chemin de fer. La ville bénéficie aujourd'hui du dynamisme de la région d'Oxford et abrite plusieurs entreprises de nouvelles technologies.

## Géographie et transports
Abingdon possède un aéroport (Abingdon RAF Station, code AITA : ABB).
Abingdon est à 5,5 miles (8,9 km) au sud d'Oxford et à 5 miles (8 km) au nord de Didcot dans la vallée de la Tamise sur la rive droite de celle-ci, au confluent avec la petite rivière Ock.
Abingdon est située sur l'A145 entre Witney et Dorchester. Elle est bordée par la route nationale A34, route qui relie les autoroutes M4 et M40. Les routes B4017 et A4183 passent aussi par la ville et sont souvent bouchées.

## Histoire

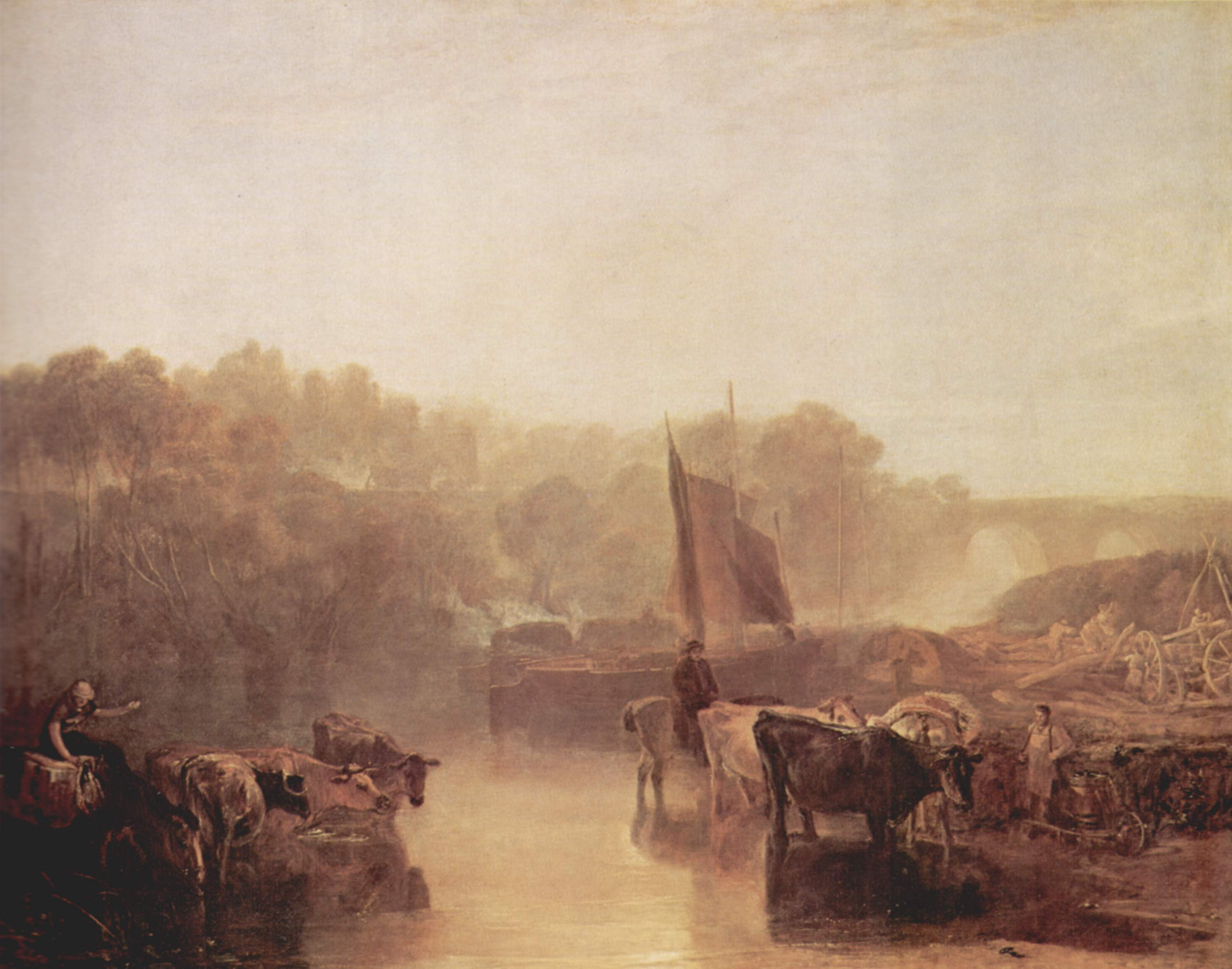
Abingdon, 1806
William Turner
Tate Britain, Londres

Le peintre William Turner a peint un tableau représentant un troupeau y traversant le fleuve. C'est probablement la vue de Dorchester présentée à la Turner’s Gallery en 1810, cependant, la flèche de l’église Sainte-Hélène, dans le bourg historique d’Abingdon, est visible au-dessus de la cime des arbres, même si elle était en fait à trois kilomètres.

## Jumelages
Abingdon est jumelé avec :
- Argentan (France) depuis 1975 ;
- Colmar (France) depuis 1978 ;
- Lucques (Italie) ;
- Schongau (Allemagne).

## Personnalités
- Samantha Cameron, femme du premier ministre David Cameron
- Vivienne Chandler, actrice
- Les cinq membres du groupe Radiohead

## Culham school
Une école européenne se trouve aussi à proximité. Cette école se nomme Culham School.